# Notre-Dame-du-Parc
Notre-Dame-du-Parc è un comune francese di 167 abitanti situato nel dipartimento della Senna Marittima nella regione della Normandia.

## Società

### Evoluzione demografica
Abitanti censiti